# Lista över insjöar i Vara kommun
Detta är en lista över sjöar i Vara kommun baserad på sjöns utloppskoordinat. Om någon sjö saknas, kontrollera grannkommunens lista eller kategorin Insjöar i Vara kommun.

## Lista
| Namn               | Koordinat                                     | Sjöid         | VYID          | Yta (km²) | Strandlinje (km) | Höjd (m) | Maxdjup (m) | Volym (m³) | HARO   | Natura 2000 |
| ------------------ | --------------------------------------------- | ------------- | ------------- | --------- | ---------------- | -------- | ----------- | ---------- | ------ | ----------- |
| Asstorpasjön       | 58°13′46″N 13°15′25″Ö / 58.22953°N 13.25692°Ö | 645905-135030 |               |           |                  |          |             |            | 108000 |             |
| Blackerydssjön     | 58°08′25″N 13°07′20″Ö / 58.14027°N 13.12216°Ö | 644942-134199 |               |           |                  |          |             |            | 108000 |             |
| Dalssjön           | 58°17′40″N 13°19′33″Ö / 58.29458°N 13.32593°Ö | 646614-135462 |               |           |                  |          |             |            | 108000 |             |
| Hallasjön          | 58°13′14″N 13°14′42″Ö / 58.22049°N 13.24497°Ö | 645794-134947 | 645807-134956 | 0,0502    | 0,914            | 118      |             |            | 108000 |             |
| Hjortemaden        | 58°20′01″N 12°50′20″Ö / 58.33352°N 12.83902°Ö | 647163-132627 |               |           |                  |          |             |            | 108000 |             |
| Knösasjön          | 58°12′59″N 13°13′59″Ö / 58.21630°N 13.23319°Ö | 645763-134885 |               |           |                  |          |             |            | 108000 |             |
| Kroksjön           | 58°13′29″N 13°16′31″Ö / 58.22460°N 13.27515°Ö | 645857-135117 | 645846-135135 | 0,0484    | 0,953            | 116      |             |            | 108000 |             |
| Lilla Eketången    | 58°13′00″N 13°15′05″Ö / 58.21658°N 13.25138°Ö | 645762-134992 |               |           |                  |          |             |            | 108000 |             |
| Lillesjön          | 58°12′32″N 13°11′46″Ö / 58.20899°N 13.19611°Ö | 645690-134664 |               |           |                  |          |             |            | 108000 |             |
| Mellomsjön         | 58°13′23″N 13°14′30″Ö / 58.22312°N 13.24172°Ö | 645837-134938 |               |           |                  |          |             |            | 108000 |             |
| Odensbergssjön     | 58°13′27″N 13°14′10″Ö / 58.22418°N 13.23619°Ö | 645850-134906 |               |           |                  |          |             |            | 108000 |             |
| Stora Eketången    | 58°12′49″N 13°15′19″Ö / 58.21361°N 13.25534°Ö | 645713-135007 | 645728-135014 | 0,0501    | 0,821            | 116      |             |            | 108000 |             |
| Stora Svartekorpen | 58°13′27″N 13°15′05″Ö / 58.22413°N 13.25152°Ö | 645833-134991 | 645846-134996 | 0,0323    | 0,68             | 119      |             |            | 108000 |             |
| Storesjön          | 58°12′33″N 13°11′31″Ö / 58.20927°N 13.19200°Ö | 645694-134640 |               |           |                  |          |             |            | 108000 |             |
| Svartekorpen       | 58°12′50″N 13°16′05″Ö / 58.21377°N 13.26809°Ö | 645727-135089 |               |           |                  |          |             |            | 108000 |             |
| Ullstorpasjön      | 58°13′13″N 13°16′09″Ö / 58.22017°N 13.26917°Ö | 645824-135079 | 645798-135098 | 0,29      | 2,1              | 115,9    |             |            | 108000 |             |